# 带尾棘雀鲷
带尾棘雀鲷（学名：Plectroglyphidodon johnstonianus），又名尾斑椒雀鯛、約島固曲齒鯛，為輻鰭魚綱鱸形目隆頭魚亞目雀鯛科的其中一種。

## 分布
本魚分布於印度太平洋區，包括東非、馬爾地夫、琉球群島、台灣、中國南海、菲律賓、印尼、澳洲、豪勳爵島、馬貴斯群島、夏威夷群島、新喀里多尼亞、新幾內亞、所羅門群島、法屬玻里尼西亞等海域。

## 深度
水深1至18公尺。

## 特徵
本魚體呈卵圓形而側扁，體及各鰭皆呈淡黃色，其最大特徵乃背鰭鰭條部基底至臀鰭基底有一寬約8枚鱗片的黑色橫帶，其前端有一些藍點散布。吻短而略尖。眼中大，上側位。口小，上頜骨末端不及眼前緣；齒單列，且較長。眶下骨具鱗，後緣則平滑；眶前骨與眶下骨間無缺刻；前鰓蓋骨後緣平滑。吻上方到眼睛間有一藍帶相連，鰓蓋上的鱗片有藍斑，各鰭硬棘皆略帶藍色。背鰭硬棘12枚、背鰭軟條17至19枚、臀鰭硬棘2枚、臀鰭軟條16至18枚。體長可達10公分。

## 生態
本魚常在岩礁區向海斜坡上無障礙物處活動，以附生於石上的藻類為食，但有時也會吃珊瑚上的水螅。

## 經濟利用
可飼養來觀賞，很少人食用。